# William Stevenson
William Edwards Stevenson (Chicago, 25 de outubro de 1900 – Fort Myers, 2 de abril de 1985) foi um velocista, campeão olímpico de atletismo e diplomata norte-americano.
Nos Jogos Olímpicos de Verão de 1924, conquistou a medalha de ouro no revezamento 4x400 m, ao lado de Alan Helffrich, Commodore Cochran e Oliver MacDonald, que estabeleceu novo recorde olímpico e mundial para a prova, 3:16.0.
Depois de voltar aos Estados Unidos, formado em Direito, atuou como procurador geral-assistente da União no distrito sul de Nova York nos anos 20 e em 1931 fundou um famoso escritório de advocacia local.
Durante a II Guerra Mundial, Stevenson e sua mulher,  Eleanor "Bumpie" Bumstead Stevenson, organizaram e administraram as operações da Cruz Vermelha americana no Reino Unido, África do Norte, Sicília e Itália. Os dois foram condecorados com a Estrela de Bronze por serviços prestados em apoio às operações militares na guerra.
Embaixador dos Estados Unidos nas Filipinas no governo John F. Kennedy, era primo de Adlai Stevenson I, o 23º vice-presidente dos Estados Unidos e Adlai Stevenson II, ex-senador e embaixador nas Nações Unidas durante o governo Kennedy.